# David Trimble
William David Trimble, Baron Trimble, PC britansko-severnoirski politik in nobelovec, * 15. oktober 1944, Bangor, Severna Irska, † 25. julij 2022.
Bil je prvi Prvi minister Severne Irske med letoma 1998 in 2002 ter vodja Ulstrske unionistične stranke (UUP) med letoma 1995 in 2005. Med letoma 1990 in 2005 je bil tudi poslanec v parlamentu za Upper Bann, med letoma 1998 in 2007 pa član zakonodajne skupščine za Upper Bann.
Trimble je v sedemdesetih letih dvajsetega stoletja začel poučevati pravo na Kraljevi univerzi v Belfastu, v tem času pa je začel sodelovati s paravojaško Vanguardsko progresivno unionistično stranko. Leta 1975 je bil izvoljen v ustavno konvencijo Severne Irske, leta 1978 pa se je po razpadu VPUP pridružil UUP. Na Kraljevi univerzi je nadaljeval akademsko kariero, dokler ni bil leta 1990 izvoljen za poslanca za Upper Bann. Leta 1995 je bil nepričakovano izvoljen za vodjo UUP. Sodeloval je pri pogajanjih, ki so leta 1998 pripeljala do Velikonočnega sporazuma, in za svoja prizadevanja (skupaj z Johnom Humom) istega leta prejel Nobelovo nagrado za mir. Pozneje je bil izvoljen za prvega Prvega ministra Severne Irske, čeprav je bil njegov mandat buren in pogosto prekinjen zaradi nesoglasij glede časovnega razporeda razpustitve Začasne irske republikanske armade.
Trimble je kmalu po porazu na splošnih volitvah leta 2005 odstopil z mesta vodje UUP. Junija 2006 je v lordski zbornici sprejel dosmrtno članstvo s čimer je prevzel naslov Baron Trimble Lisnagarveyski, grofije Antrim. Za skupščino, ki se je končno ponovno sestala leta 2007, ni več kandidiral, temveč je zapustil UUP in se pridružil konservativni stranki.